# Иловик
Иловик је најјужније кварнерско острво 2 км јужно од острва Лошиња. Обала му је дуга 15,4 км, укупне површине 5,9 км². Највиши врх је Дид 92 м. Прекривено макијом. Једино насеље је Иловик са 350 становника (2001). Становништво се поред туризма баве пољопривредом, рибарством и сточарством (овце) и туризмом. Гаји се винова лоза и маслине. Иловик је повезан редовном бродском линијом са Лошињем.